# Cmentarz żydowski w Lutowiskach
Cmentarz żydowski w Lutowiskach – kirkut społeczności żydowskiej zamieszkującej niegdyś Lutowiska i okoliczne miejscowości podlegające lutowiskiemu kahałowi. Powstał w drugiej połowie XVIII wieku. Znajduje się we wschodniej części wsi. Przetrwał II wojnę światową w dość dobrym stanie, dzięki czemu jest, obok leskiego, jednym z najlepiej zachowanych cmentarzy żydowskich w południowo-wschodniej Polsce, a najlepiej zachowanym w polskich Bieszczadach (w rzeczywistości nekropolia znajduje się już na terenie Gór Sanocko-Turczańskich, a nie Bieszczadów). Nie jest wpisany do rejestru zabytków.

## Położenie

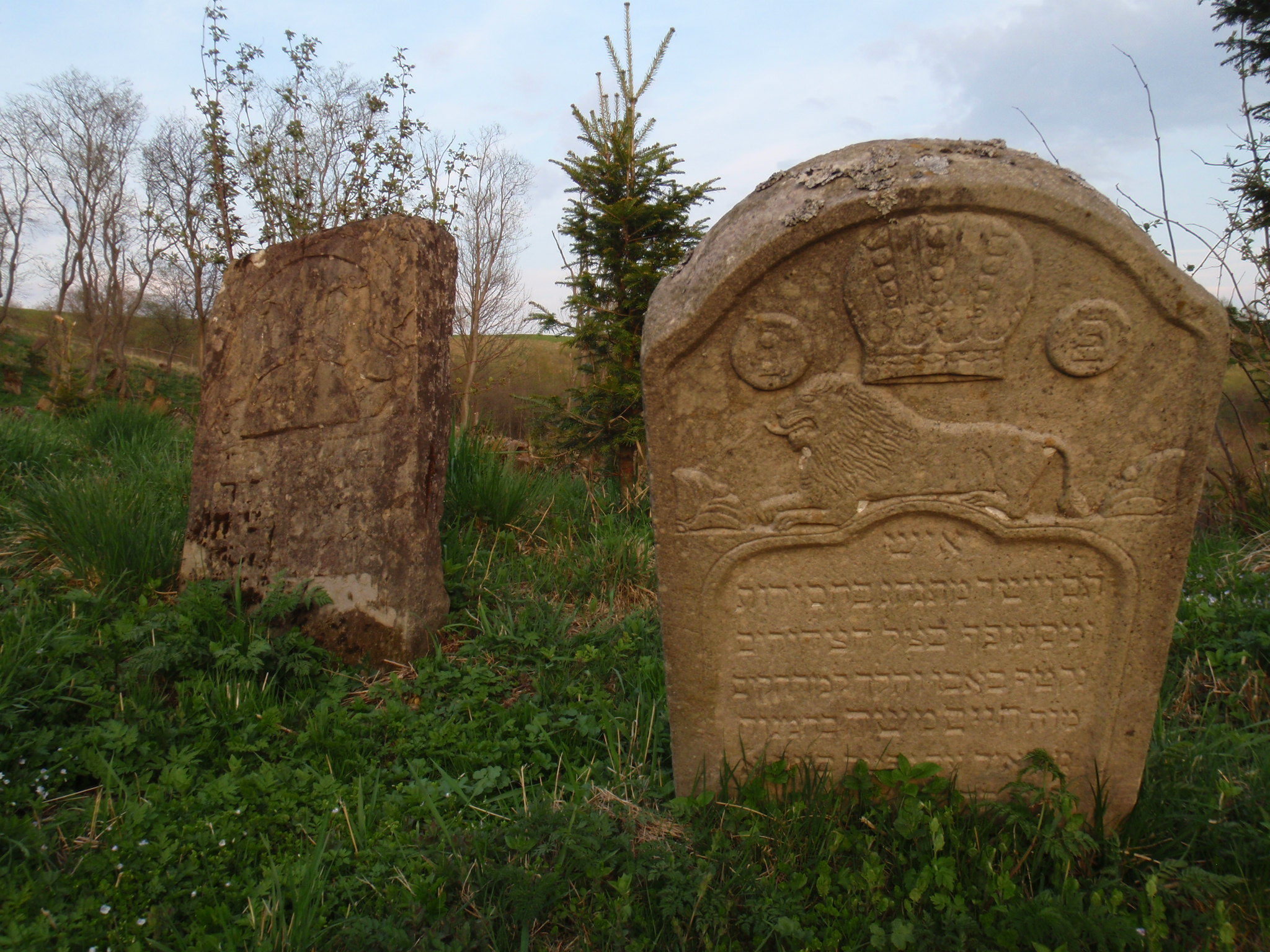
Macewy na cmentarzu żydowskim w Lutowiskach

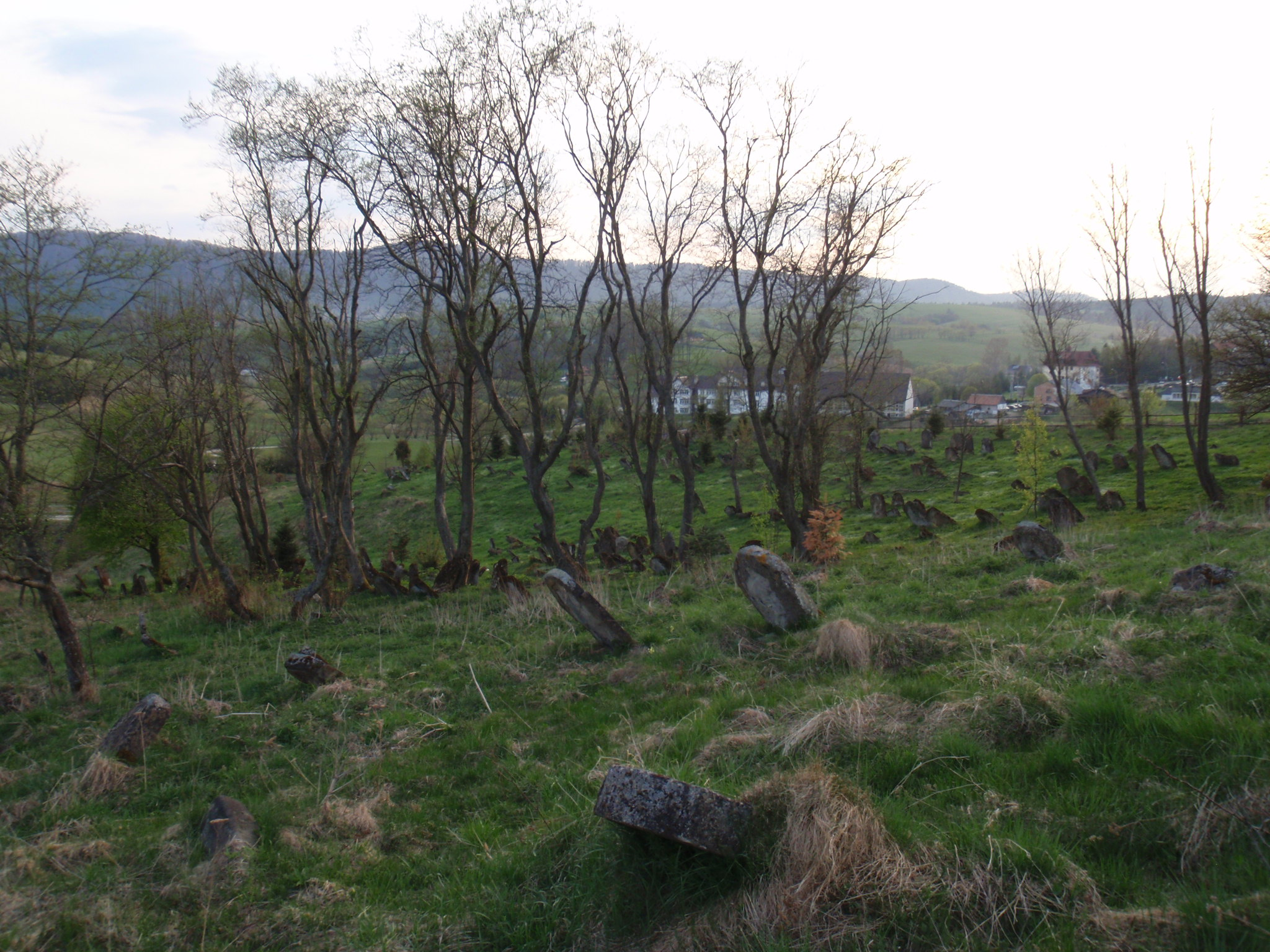
Widok ogólny cmentarza żydowskiego w Lutowiskach

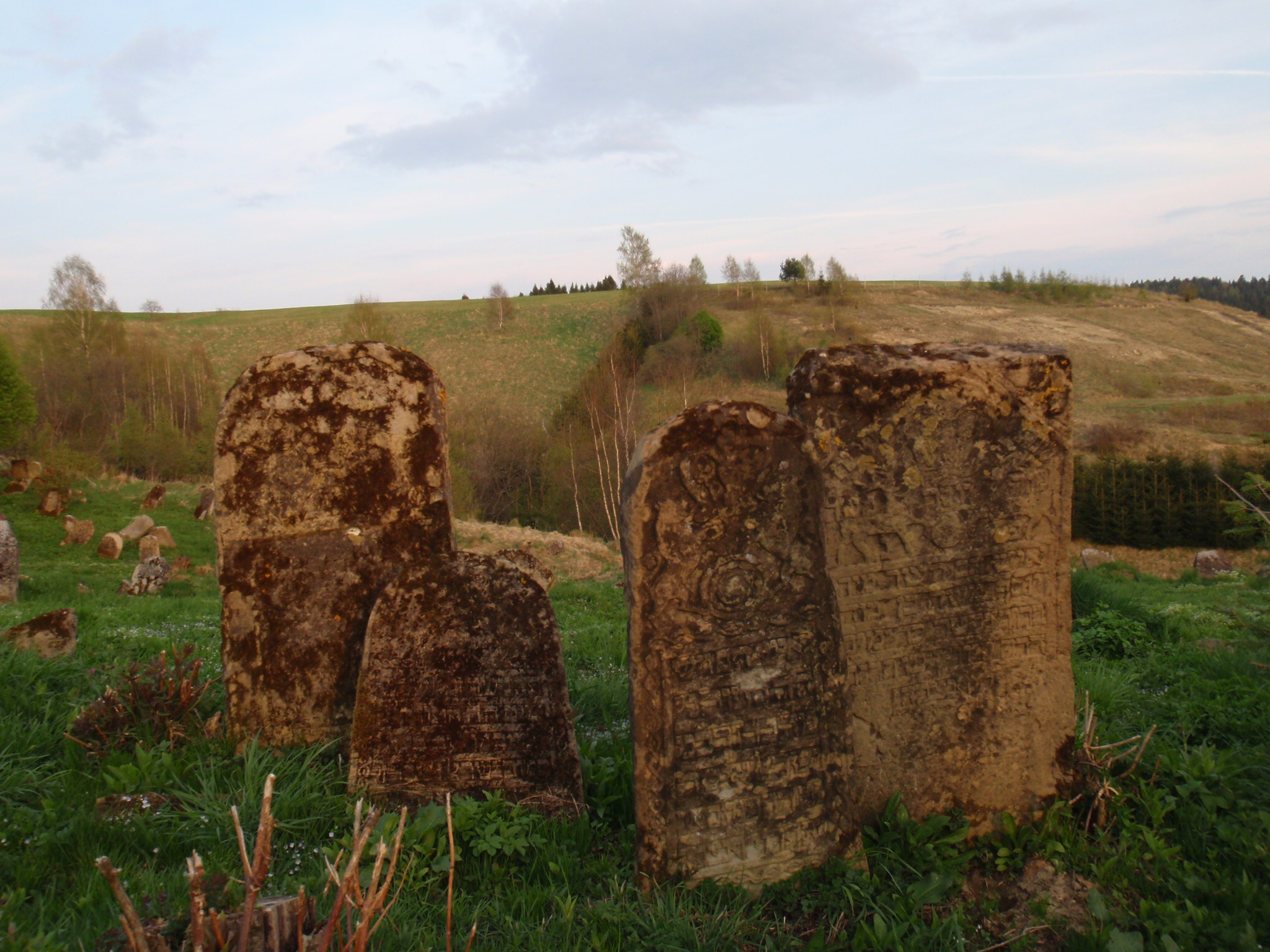
Macewy na cmentarzu żydowskim w Lutowiskach

Cmentarz żydowski w Lutowiskach znajduje się we wschodniej części miejscowości, przy polnej drodze wiodącej do nieistniejącej od czasu zakończenia II wojny światowej wsi Krywka.
Cmentarz ma kształt nieregularnego czworokąta i zajmuje pofałdowane zbocze bezimiennego wzniesienia. Rozciąga się wzdłuż osi południowy zachód – północny wschód. Ma powierzchnię około 1 ha. Jest otoczony ogrodzeniem z drewnianych żerdzi. Brak śladów po domu przedpogrzebowym znajdującym się niegdyś w zachodnim narożniku kirkutu. Obecnie wejście na cmentarz prowadzi po schodkach przez metalową bramę w kamiennym obramowaniu.

## Historia
Cmentarz żydowski w Lutowiskach powstał zapewne w drugiej połowie XVIII w. jednak data roczna pozostaje nieznana.
Powstanie cmentarza jest ściśle związane z prężnym rozwojem tutejszej społeczności żydowskiej. Pierwsze wzmianki o pojawiających się w Lutowiskach Żydach dotyczą połowy XVIII stulecia. W 1870 stanowili oni już około 70% mieszkańców (1309 na 1849). Ludność żydowska podlegała wówczas, to jest w początkach swej obecności w Lutowiskach, leskiemu kahałowi. Istnienie samodzielnej gminy żydowskiej w Lutowiskach jest potwierdzone dopiero w odniesieniu do XIX wieku. Nie wiadomo gdzie grzebali swoich zmarłych lutowiscy Żydzi przed powstaniem kirkutu – czy na cmentarzu w Ustrzykach Dolnych, czy też w odległym Lesku. Być może, dla uniknięcia niewygód i kosztów, kirkut w Lutowiskach powstał w okresie, gdy nie funkcjonowała tu jeszcze samodzielna gmina żydowska.
Brak jest danych dotyczących historii cmentarza podczas I wojny światowej. Nie wiadomo, czy byli na nim chowani polegli żydowscy żołnierze walczących armii.
Istniejące źródła w większości nie odnotowują faktu, jakoby cmentarz miał ulec rozległemu i rozmyślnemu zniszczeniu przez Niemców podczas II wojny światowej, co było powszechną praktyką na zajętych przez nich terenach. Nie przeprowadzano również na nim masowych egzekucji, co miało miejsce na wielu innych kirkutach. Żydów zamieszkujących Lutowiska i okolice Niemcy przy udziale Ukraińców wymordowali w nocy z 22 na 23 czerwca 1942 w pobliżu miejscowego kościoła.

## Pochowani
Na cmentarzu prawdopodobnie są pochowani tutejsi rabini: Pinkas Melech Beer i Mani Ajzenhandler oraz członkowie najbogatszej lutowiskiej rodziny żydowskiej, Randowie.

## Współczesność
Po zakończeniu II wojny światowej pozbawiony opieki cmentarz popadł w zapomnienie i niszczał.
Stan zachowania cmentarza jest w pierwszej dekadzie XXI wieku stosunkowo dobry. Ocalało na nim, wedle różnych źródeł, od około 100 przez 200, około 250, około 500, co najmniej 500, 900 do około 1000 macew. Część z nich jest uszkodzona i nieczytelna. Niektóre są spękane i przewrócone licami do ziemi. Dużą część macew pokrywają mchy i porosty utrudniając odczytanie inskrypcji. Najstarszy zachowany nagrobek stoi na grobie Moszego zmarłego 5 grudnia 1796. Najnowszy zachowany nagrobek pochodzi z 1940, co nie wyklucza istnienia nowszych pochówków, pochodzących z okresu bezpośrednio poprzedzającego Zagładę.
Cmentarz w okresie powojennym został zinwentaryzowany przez grupę pod kierunkiem Jerzego Woronczaka.
Nagrobki, wykonane przeważnie z piaskowca i pokryte inskrypcjami w języku hebrajskim, są ustawione na osi wschód-zachód.
Cmentarz stanowi obecnie fragment ekomuzeum rozciągającego się na terenach wsi i jej okolic. Powstało ono na przełomie XX i XXI wieku. Dojście na cmentarz jest oznakowane, zaś przy wejściu na jego teren znajduje się tablica informująca o dziejach Żydów w Lutowiskach.